# Beechmont
Beechmont – jednostka osadnicza w Stanach Zjednoczonych, w stanie Kentucky, w hrabstwie Muhlenberg.